# رضى عاصيمي
رضى عاصيمي (1969 الجزائر) هو لاعب كرة قدم جزائري.